# 1412
1412 (MCDXII) var ett skottår som började en fredag i den julianska kalendern.

## Händelser

### Oktober
- 5 oktober – Drottning Margareta hyllas som rättmätig härskarinna över borgarna i staden Flensburg.
- 28 oktober – Vid Margaretas död får Erik av Pommern den verkliga makten över Kalmarunionen.

### Okänt datum
- Ett kyrkomöte i Arboga riktar skarp kritik mot den avlidna Margareta för hennes utlovade, men ej genomförda, skattelättnader.
- Kung Erik insätter en dansk fogde på Dalaborg i Dalsland, vilket inte uppskattas av ortsbefolkningen.

## Födda
- 6 januari – Jeanne d'Arc, fransk frihetskämpe och helgon.

## Avlidna
- 31 mars eller 1 april – Albrekt av Mecklenburg, kung av Sverige 1364–1389.
- 28 oktober – Margareta, regerande drottning av Danmark och Norge sedan 1387 och av Sverige sedan 1389 (död i pesten i Flensburg).[1]

### Fotnoter
1. ↑  Det hände i dag